# Киншаса
Киншаса (на френски: Kinshasa, до 1966 г. – Леополдвил) е столицата и най-големият град на Демократична република Конго. Населението му е около 14 565 700 души (1 юли 2020).
В миналото сбор от рибарски селца на левия бряг на река Конго, днес Киншаса е агломерация с над 11 милиона жители. На отсрещния бряг на реката се намира Бразавил, столицата на Република Конго. Киншаса е също и една от 11-те провинции на Демократична република Конго. Тъй като административните граници на града-провинция обхващат обширна област, над 90% от неговата територия има селски характер, а урбанизираната част заема само най-западния край.
Киншаса е третата по големина градска агломерация в Африка след Кайро и Лагос. Това е и втората по големина френскоезична агломерация в света след Париж – френският е езикът на администрацията, училищата, вестниците и бизнеса в града, докато лингала е лингва франка на улицата. Ако сегашната демографска тенденция се запази, Киншаса ще изпревари Париж по население до 2020 година.

## География
Киншаса е разположена по течението на река Конго, точно срещу столицата Бразавил на Република Конго. Това са единствените две столици в света, които са разположени една срещу друга и също така единствената двойка столични градове ясно видими от двете страни на една и съща река. Частта от Конго, която разделя двете южноафрикански столици, реално представлява уширение с голяма дълбочина, известно като езерото Малебо. Реката играе особено важна роля за Киншаса, защото се използва както за плавателни нужди, така и за захранване на многомилионния град с електричество.
Градът-област, с площ от 9965 km2, се състои от голямото плато Кванго, веригата от ниски планини (Нгалиема, Амба и Нгафула) и ниските брегове на езерото Малебо. От общата квадратура на Киншаса почти 80% спадат към една-единствена община – Малуку.

### Климат
Градът се намира в тропичния климатичен пояс. Средната годишна температура е 25.3 °C, а средно-годишната сума на валежите е 1378 mm. Средните температури през цялата година варират между 22 и 26.8 °C. Най-топлите месеци са март и април със средно по 26.7 °C до 26,8 °C, а най-студеният е юли, когато температурите „падат“ до 22.0 °C.
Дъждовният сезон трае между октомври и май. Повечето валежи падат през месец ноември, когато достигат средна стойност от 236 mm. Между юни и август валежите рядко надхвърлят 5 mm.
| Климатични данни за Киншаса, Демократична република Конго | Климатични данни за Киншаса, Демократична република Конго | Климатични данни за Киншаса, Демократична република Конго | Климатични данни за Киншаса, Демократична република Конго | Климатични данни за Киншаса, Демократична република Конго | Климатични данни за Киншаса, Демократична република Конго | Климатични данни за Киншаса, Демократична република Конго | Климатични данни за Киншаса, Демократична република Конго | Климатични данни за Киншаса, Демократична република Конго | Климатични данни за Киншаса, Демократична република Конго | Климатични данни за Киншаса, Демократична република Конго | Климатични данни за Киншаса, Демократична република Конго | Климатични данни за Киншаса, Демократична република Конго | Климатични данни за Киншаса, Демократична република Конго |
| Месеци                                                    | яну.                                                      | фев.                                                      | март                                                      | апр.                                                      | май                                                       | юни                                                       | юли                                                       | авг.                                                      | сеп.                                                      | окт.                                                      | ное.                                                      | дек.                                                      | Годишно                                                   |
| Абсолютни максимални температури (°C)                     | 36                                                        | 36                                                        | 36                                                        | 36                                                        | 35                                                        | 34                                                        | 32                                                        | 35                                                        | 36                                                        | 36                                                        | 34                                                        | 36                                                        | 36                                                        |
| Средни максимални температури (°C)                        | 31                                                        | 31                                                        | 32                                                        | 32                                                        | 31                                                        | 29                                                        | 27                                                        | 29                                                        | 31                                                        | 31                                                        | 31                                                        | 30                                                        | 30                                                        |
| Средни минимални температури (°C)                         | 21                                                        | 22                                                        | 22                                                        | 22                                                        | 22                                                        | 19                                                        | 18                                                        | 18                                                        | 20                                                        | 21                                                        | 22                                                        | 21                                                        | 21                                                        |
| Абсолютни минимални температури (°C)                      | 18                                                        | 18                                                        | 18                                                        | 19                                                        | 18                                                        | 15                                                        | 14                                                        | 14                                                        | 16                                                        | 15                                                        | 17                                                        | 17                                                        | 14                                                        |
| Средни месечни валежи (mm)                                | 135                                                       | 145                                                       | 196                                                       | 196                                                       | 159                                                       | 8                                                         | 3                                                         | 3                                                         | 30                                                        | 119                                                       | 222                                                       | 142                                                       | 1358                                                      |
| Среден брой дни с валежи                                  | 11                                                        | 11                                                        | 12                                                        | 16                                                        | 12                                                        | 1                                                         | 0                                                         | 1                                                         | 5                                                         | 11                                                        | 16                                                        | 15                                                        | 111                                                       |
| --------------------------------------------------------- | --------------------------------------------------------- | --------------------------------------------------------- | --------------------------------------------------------- | --------------------------------------------------------- | --------------------------------------------------------- | --------------------------------------------------------- | --------------------------------------------------------- | --------------------------------------------------------- | --------------------------------------------------------- | --------------------------------------------------------- | --------------------------------------------------------- | --------------------------------------------------------- | --------------------------------------------------------- |
| Източник: BBC Weather                                     |                                                           |                                                           |                                                           |                                                           |                                                           |                                                           |                                                           |                                                           |                                                           |                                                           |                                                           |                                                           |                                                           |

## История
През 1881 г. градът е създаден от Хенри Мортън Стенли като търговски пост и е наречен в чест на белгийския крал Леополд II, който по това време контролира обширната територия известна сега като Демократична Република Конго. Интересното е, че тази територия не е считана за колония, а за частна собственост на краля. Градът процъфтява, защото е първото пристанище, разположено преди струпването от прагове и водопади, известни като Ливингстън, разположени в близост до селището. През 1898 г. е завършена железопътната линия свързваща Леополдвил с Матади, пристанището разположено след Ливингстън. Изграждането на алтернативен маршрут, който не изисква преминаването през водопадите, дава силен тласък в развитието на града. През 1920 г. Леополдвил е обявен за столица на Белгийско Конго, изземайки тази функция от Бома, град разположен в естуара на Конго. Към 1945 г. населението на столицата нараства до 100 хиляди души, а едва пет години по-късно се увеличава два и половина пъти. В началото на 1950-те в Леополдвил живеят над 15 хиляди европейци.
През 1965 г. Мобуту Сесе Секо, след втори опит за държавен преврат, успява да завземе властта в Белгийско Конго и веднага стартира политика на „африканизиране“ на имената на хора и места. През 1966 г. Леополдвил официално е преименуван на Киншаса по името на село, което се е намирало в близост до града. По времето на управлението на Мобуту населението на града се увеличава многократно, което води до съществени промени в етно-лингвистичната структура на столичния град. Въпреки че Киншаса е разположен в земите на народите теке и хумбу, с годините те са изтласкани и заменени от представители на народите банту.
Киншаса страда много от безкрайните ексцесии на Мобуту, масовата корупция, шуробаджанащината и гражданската война. Въпреки това градът успява да се запази като основен културен и интелектуален център в Централна Африка и продължава да е дом на голям брой хора на изкуството.

## Население
През 1945 г., столицата на Белгийско Конго е дом на над 100 000 души. През 1960 г. Конго става независима държава, а в Леополдвил живеят около 400 хиляди души, което го превръща в най-големия град в Централна Африка по това време. Петнадесет години по-късно, след като градът получава името на Киншаса през 1966 г., населението му вече надхвърля 2 млн. души. То продължава да нараства с бързи темпове и към 1998 г. вече достига 4,8 милиона души. Към 2009 г. Киншаса е дом на почти 9 милиона души, а в началото на 2015 г. жителите на града с агломерацията са 11 587 000.
Киншаса е вторият най-голям френскоезичен град в света, след метрополния регион на Париж. Френският се използва в администрацията, образователната система, медиите, градската инфраструктура и изкуството. В ежедневието мнозинството от жителите на града говорят помежду си на някои от множеството езици използвани в Конго, сред които киконго, лингала, чилуба и суахили. Най-използваният местен език е лингала, който мнозина владеят значително по-добре от френския.
| Година | Жители    |
| ------ | --------- |
| 1920   | 1600      |
| 1936   | 40 300    |
| 1938   | 35 900    |
| 1939   | 42 000    |
| 1947   | 126 100   |
| 1957   | 299 800   |
| 1959   | 402 500   |
| 1967   | 901 520   |
| 1968   | 1 052 500 |
| 1970   | 1 323 039 |

| Година | Жители     |
| ------ | ---------- |
| 1974   | 1 990 700  |
| 1976   | 2 443 900  |
| 1984   | 2 664 309  |
| 1991   | 3 804 000  |
| 1994   | 4 655 313  |
| 2003   | 6 786 000  |
| 2005   | 7 787 832  |
| 2010   | 8 900 721  |
| 2015   | 11 587 000 |

## Управление
Киншаса освен самостоятелен град е и една от единадесетте провинции в страната. Статусът на столицата е сходен с този на Париж, който едновременно е град и департамент. Градът се дели на 4 района, които от своя страна се делят на 24 общини. Административният и икономически център на Киншаса е община Гомбе. Едноименната столична община Киншаса, въпреки че дава името на града, няма някакви специални функции.
| \| 24-те общини на Киншаса \| |
| Бразавил река Конго Басейн Малебо залив Нгалиема Гомбе Барумбу Киншаса Лин. К.В. Нг.-Нг. Каламу Банда- лунгва Кинтамбо Нгалиема Селембао Бумбу Макала Нгаба Лемба Лимете Матете Кисенсо Масина Нджили Кимбансеке Нселе Мон Нгафула Нселе Малуку |
| Съкращения: К.В. – Каса Вубу, Лин. – Лингвала, Нг.-Нг. – Нгири-Нгири |
| 24-те общини на Киншаса |

## Икономика
В града има текстилна, хранително-вкусова и химическа промишленост, машиностроене и металообработка, мото- и велозаводи, корабостроене, кораборемонт, дървообработка, производство на строителни материали. В района Малуку има металургичен комплекс.

## Инфраструктура
Киншаса е пристанище на левия бряг на река Конго. Реката, наричана в района на Киншаса и Заир, е важна транспортна артерия по протежение на голяма част от басейна си. Много притоци на Конго също са плавателни. Големи речни баржи извършват курсове между Киншаса и Кисангани (разположен на 1 300 km от столицата). Между Киншаса и Бразавил е установена фериботна връзка.
Чрез железопътни линии Киншаса е свързана с много региони на страната и извън нея. Летището Нджили е най-голямото от четирите международни летища в Демократична република Конго. Инфраструктурата му обаче почти не е модернизирана от колониалните времена.
Река Конго е важен източник на хидроелектроенергия и потенциално може да осигури производството на електроенергия за около половината от населението на Африка.

## Транспорт
Градът е обслужван от няколко частни транспортни фирми. Основните автобусни линии са:
- Централна гара – община Кимбансеке, открита отново през септември 2005 г.);

- Кингасани – Marché central
- Матете – Роял (открита отново през юни 2006 г.);
- Матете – UPN (открита отново през юни 2006 г.);
- Нгаба – UPN (открита отново през юни 2006 г.).
- Виктоар – клиника Нглиема (открита през март 2007 г.)

Други компании също предлагат обществен транспорт: Urbaco, Tshatu Trans, Socogetra, Gesac и MB Sprl. Автобусите в града превозват до 67 000 пътници ежедневно. Няколко компании оперират таксита и таксиметрови автобуси. Също така на разположение са фула-фула (товарни автомобили, пригодени за превоз на пътници). По-голямата част (95,8%) от транспорта се извършва от частни лица.
В началото на 21 век, в сътрудничество с обществения транспорт в Брюксел (STIB), проектантите на града обмислят създаването на трамвайна мрежа в Киншаса, работите по която да започнат през 2009 г. Този проект обаче още е на етап планиране, което отчасти се дължи на липсата на достатъчно електрическо захранване.
Няколко авиокомпании обслужват Международното летище Нджили в Киншаса, включително Кения Еъруейс, Еър Габон, Камерун Еърлайнс, Браво Еър Конго, Еър Зимбабве, Южноафриканските, Турските и Етиопските авиолинии, Брюксел Еърлайнс и Еър Франс.
Към април 2014 ДР Конго има две основни национални авиолинии (CAA и Авиолинии Коронго), които предлагат вътрешни полети и полети до ограничен брой международни дестинации.
Три градски железопътни линии свързват центъра на града с останалите части.
- Основната линия свързва Централна гара с летището Нджили и разполага с 9 станции: Централна гара, Ндоло, Амиконго, Узам, Масина-Петро-Конго, Масина, Масина-Мапела, Масина-квартали III, Масина-Сифорко Камп Бадара и летище Нджили.
- Втората линия свързва Централна гара с Казангулу в Бас-Конго, през Матете, Рифларт и Кимвенза.
- Третата линия е до Нгалиема.

През 2007 г. Белгия подпомага обновяването на вътрешната железопътна мрежа на страната. Това подобрява обслужването на Кинтамбо, Ндоло, Лимете, Лембой, Казангулу, Гомбе, Нджили и Масина.

## Култура
В Киншаса се намират Националният университет, Националният педагогически университет, Националната академия за изящни изкуства, Музей на местния бит, Националната обществена библиотека.
Университетът на Киншаса е основан през 1954 г. като един от филиалите на Университета Лованиум, а през 1971 г. е основан Националният университет на Заир, който през 1981 г. е разделен на три части – Университет Киншаса, Университет Кисангани и Университет Лубумбаши.
През 1958 г., към съществуващия тогава Университет Лованиум е построен първия в Африка ядрен реактор. През 1967 г. Африканският союз учредява към него Регионален център за ядрени изследвания. В началото на 21 век, центърът разполага с два реактора, TRICO I и TRICO II, които се използват за научни изследвания.

## Медии
Киншаса е седалище на голям брой медии, включително многобройни радио- и телевизионни станции, които излъчват почти за цялата страна, включително държавната Radio-Television Nationale Congolaise (RTNC и частните TV Digital Congo и Raga TV. Частният канал RTGA също е базиран в Киншаса.
Киншаса е център на няколко национални радиостанции, включително La Voix du Congo, която е под управлението RTNC, радио Окапи и Raga FM, както и на много местни радиостанции. BBC в града е на честота 92.6 FM.
Контролираната от държавата Agence Congolaise de Presse също е със седалище в Киншаса, както и няколко ежедневни и ежеседмични вестници и новинарски сайтове, включително и L'Avenir (ежедневник), La Conscience L'Observateur (ежедневник), Le Phare, Le Potentiel и Le Soft.
Повечето от медиите използва основно френски език и лингала; много малко медии използват другите национални езици.

## Здравеопазване
В Киншаса има двадесет болници, освен другите медицински центрове и поликлиники. През 1997 г. Дикембе Мутомбо помага за построяването на болница с 300 легла, намираща се близо до родния му град.
От 1991 г. насам, болницата Монколе работи като здравно заведение с нестопанска цел, сътрудничещо си с Министерството на здравеопазването, в ролята си на окръжна болница в Киншаса. През 2012 г. Монколе отваря нова болнична сграда със 150 легла и подобрени клинични услуги като лаборатория, рентгенова диагностика, семейна медицина, спешна помощ и по-голяма хирургична площ.

## Спорт
Най-популярните спортове в Киншаса са футбола и баскетбола. Столицате е един от двата основни футболни центрове на страната. Два от трите най-титулувани клуба са от Киншаса – „Вита“ и „Мотема Пембе“ (12-кратен шампион на Заир/ДРК). В шампионата на Демократична република Конго („Линафут“), който е от 14 отбора, три клуба („Вита“, „Мотема Пембе“ и „Ройолу“) представляват Киншаса.
Отборът „Дранонс“, основан през 1938 г., печели първенството четири пъти, пет пъти Купата на ДР Конго и два пъти достига до финала на Африканската купа на шампионите (по-късно турнирът е преименуван на Лига на африканските шампиони). Клубът „Содиграф“ също печели купата на страната по футбол и достига до финала на Купата на носители на купи на Африка. Друг отбор от Киншаса, „Калому“ четири пъти подред завоюва Купата на ДРК.
Стадион „Стад де Мартир“ побира 80 хиляди зрители и е домашната арена за националния отбор по футбол на Демократична република Конго и за отборите „Вита“ и „Мотема Пембе“. Стадион „24 ноември“, с вместимост 24 хиляди зрители е домашна арена на клуба „Дранонс“.
Родом от Киншаса са голям брой известни футболисти: играчите на френския национален отбор: вратаря Стив Манданда, полузащитниците Клод Макелеле и Рио Мавуба, нападателя Пеги Люиндула, в националния отбор на Португалия играе Жозе Бозингва, в отбора на Швейцария – Блез Нкуфо, а в този на Белгия – Мбо Мпенза. Известни в европейския футбол са и футболисти, играещи за отбора на Конго: нападателите Ломана Трезор Луа-Луа, Дьомерси Мбокани, в Русия играе защитника Жерар Мукунку, а в Украйна – Ерве Нзело-Лемби.
През 1974 г. в Киншаса се състои боксовия двубой между Мохамед Али и Джордж Форман, който по-късно получава името „Грохота в джунглите“.
В Киншаса с баскетбол започва да се занимава звездата на НБА от 1990—те години Дикембе Мутомбо.

## Престъпност
През 2004 г., Киншаса е посочена като един от най-опасните места в Африка по отношение на престъпността. След Втората Конгоанска война, градът се стреми да се възстанови от хаоса, причинен от множеството банди от гетата на Киншаса. Нападенията, грабежите, изнасилванията, отвличанията и организирана престъпност са често срещани явления. Коефициентът на убийства в Киншаса се оценява на повече от 112 убийства на 100 000 души.
Безпризорните деца по улиците, често сираци, са обект на злоупотреби и насилие от страна на полицията и военните. От приблизително 20 000 деца на възраст до осемнадесет години, живеещи по улиците на Киншаса, почти една четвърт са просяци, някои от тях са улични търговци и около една трета имат някакъв вид заетост.
Някои от тях са там още от времето на войната; други са обвинени в магьосничество и са били прокудени от домовете си.
Полицията редовно заобикаля проблемите на бездомните деца, оставяйки ги на произвола на съдбата. През 2001 г. дете е убито от полицай, бягайки след кражба на брашно.

## Известни личности
Родени в Киншаса
- Клод Макелеле (р. 1973), футболист
- Жуниор Мапуку (р. 1990), футболист
- Коси Сака (р. 1986), футболист
- Оливие Стрели (р. 1946), моден дизайнер
- Жанвион Юлу-Матондо (р. 1986), футболист

Починали в Киншаса
- Лоран-Дезире Кабила (1939 – 2001), политик

## Побратимени градове
- Бразавил (Република Конго)
- Брюксел (Белгия)
- Дакар (Сенегал)
- Анкара (Турция)
- Йоханесбург (РЮА)